# Nghi Kiều
Nghi Kiều là một xã thuộc huyện Nghi Lộc, tỉnh Nghệ An, Việt Nam.
Xã có diện tích 33,98 km², dân số năm 1999 là 10.661 người, mật độ dân số đạt 314 người/km².